# Mario Cantarelli
Mario Cantarelli (Parma, 29 dicembre 1942) è un allenatore di calcio ed ex calciatore italiano, di ruolo libero.

## Carriera
Ha esordito in Serie B con la maglia del Monza, collezionando 11 presenze in campionato.
Ha disputato un incontro nel campionato di Serie A 1963-1964 con la maglia del Bari, il 29 marzo 1964 in occasione della sconfitta esterna con la Lazio.
Ha quindi proseguito la sua carriera fra Serie B e Serie C, collezionando nella seconda serie un'altra presenza nelle file del Bari e 122 (segnando due reti) nel Brindisi, dove ha militato per sette stagioni dal 1969 al 1976, partecipando ai soli quattro campionati cadetti a girone unico disputati dalla società pugliese.

## Palmarès

### Club

#### Competizioni nazionali
- Serie C: 2

Bari: 1966-1967
Brindisi: 1971-1972